# Dactylaria higginsii
Dactylaria higginsii är en svampart som först beskrevs av Luttr., och fick sitt nu gällande namn av M.B. Ellis 1976. Dactylaria higginsii ingår i släktet Dactylaria, ordningen disksvampar, klassen Leotiomycetes, divisionen sporsäcksvampar och riket svampar.   Inga underarter finns listade i Catalogue of Life.